# Geoffry Watson
Geoffry Watson – nowozelandzki judoka.
Uczestnik mistrzostw świata w 1981. Zdobył trzy medale mistrzostw Oceanii w latach 1981 - 1985. Mistrz kraju w 1986 roku.